# Osaonica (Novi Pazar)
Osaonica (Servisch cyrillisch Осаоница) is een plaats in de Servische gemeente Novi Pazar. De plaats telt 284 inwoners (2002).